# Clementina von Hessen-Rotenburg
Clementina von Hessen-Rotenburg (* 5. Juni 1747 auf Schloss Rotenburg; † 6. Juli 1813 in Verdun) war eine landgräfliche Prinzessin aus der Nebenlinie Hessen-Rotenburg des Hauses Hessen und wurde Äbtissin im Karmeliterstift Jülich.

## Leben
Clementina war eine Tochter des paragierten Landgrafen Konstantin von Hessen-Rotenburg (1716–1778) und dessen Gemahlin Sophie von Starhemberg (1722–1773). Ihre Geschwister waren:
- Karl Emanuel (1746–1812)
- Hedwig (1748–1801)
- Christian (1750–1782)
- Karl Konstantin (1752–1821)
- Antonia Friderica Josepha (1753–1823)
- Wilhelmina Maria (1755–1816) und
- Ernst (1758–1784).

Clementina wurde 1759 Kanonissin im Reichsstift Thorn bei Roermond. Später kam sie in das freiweltliche Damenstift Essen, wo sie 1765 ihre Präbende in Besitz nahm. Bevor sie ihre Residenzpflicht erfüllen konnte, verzichtete sie – zunächst – auf die Pfründe. 1801, nach dem Tod der Küsterin Theresia von Nesselrode erhielt sie mit Zustimmung des Stiftskapitels deren Präbende und wurde 1802 nach Erfüllung der Residenzpflicht in das Stiftskapitel aufgenommen. Mit der Abtretung des linken Rheinufers an Frankreich verlor Clementina ihre Einkünfte aus dem Reichsstift Thorn, weshalb ihr die Einkünfte aus dem Stift Essen – auch nach der Säkularisation 1803 – belassen wurden. Wegen ihrer schweren Erkrankung wurde ihr gestattet – wie auch schon in den Vorjahren – sich in der Nähe ihres Arztes in Verdun aufzuhalten, wo sie 1813 starb und bestattet wurde.
Von 1778 bis zur Aufhebung des Stifts 1803 war sie Äbtissin im Karmeliterstift Jülich.